# Lumateperona
A lumateperona, vendida sob a marca Caplyta, é um medicamento usado no tratamento da esquizofrenia. É tomado por via oral.
Os efeitos secundários comuns incluem sonolência e boca seca. Outros efeitos secundários podem incluir síndrome neuroléptica maligna, discinesia tardia, diabetes, aumento de peso, níveis baixos de glóbulos brancos, convulsões e má coordenação. Aumenta o risco de morte em idosos com demência. É um antipsicótico atípico.
Foi aprovado para uso médico nos Estados Unidos em 2019.